# مروژان تر-گولانیان
مروژان سارگسی تر-گولانیان (ارمنی: Մերուժան Սարգսի Տեր-Գուլանյան؛ زادهٔ ۲۹ نوامبر ۱۹۴۸) سیاستمدار، نویسنده، روزنامه‌نگار اهل ارمنستان است.

## زندگی‌نامه

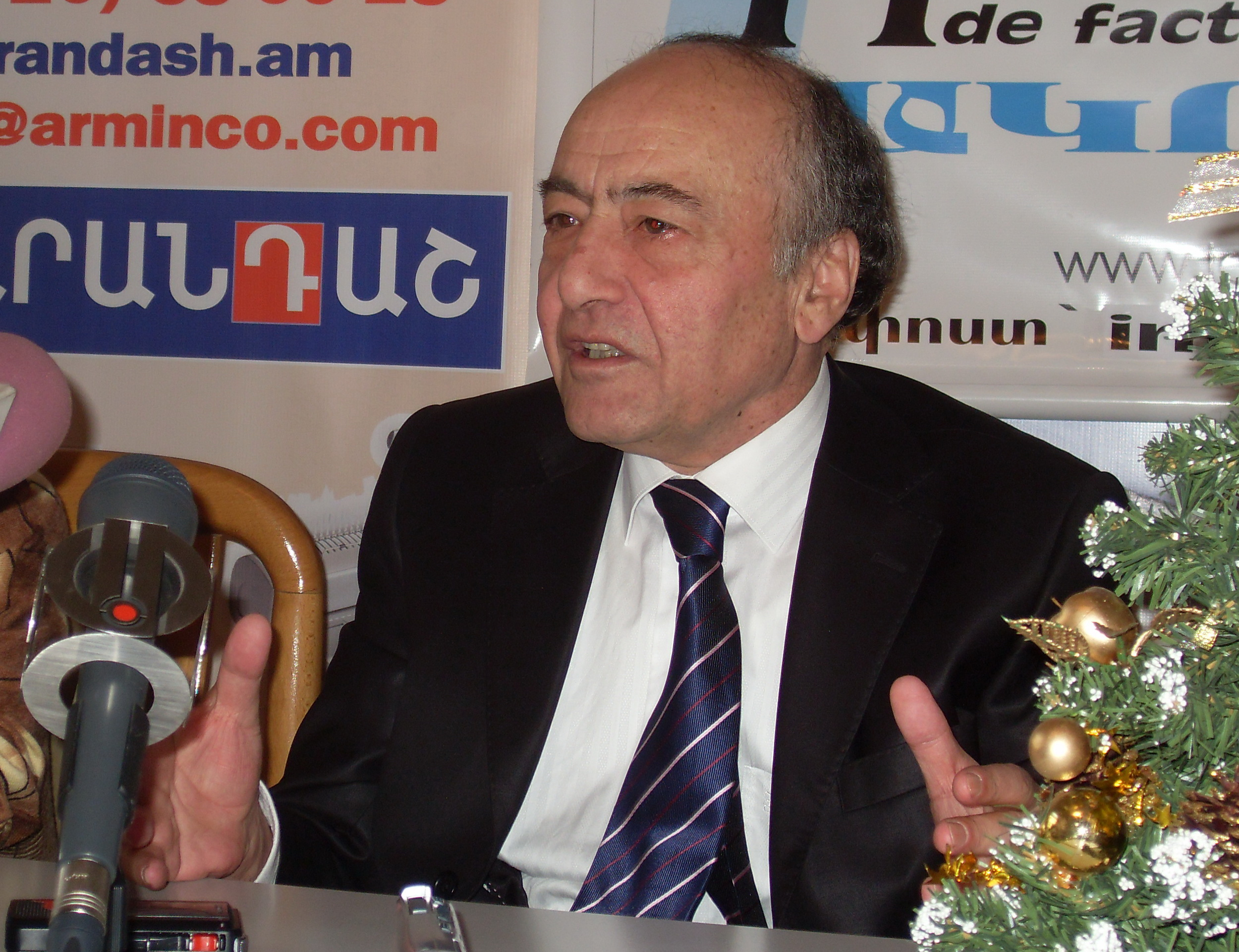

وی در ۲۹ نوامبر ۱۹۴۸ در جاواختی به دنیا آمد و در دانشکده روزنامه‌نگاری دانشگاه دولتی ایروان تحصیل نمود.
در سال ۱۹۷۸ تعدادی از داستان‌های وی به ۲۱ زبان دیگر ترجمه شدند و همچنین در مجله «Дружба народов» به چاپ رسیدند. تر-گولانیان عضو اتحادیه نویسندگان شوروی بود. بین سال‌های ۱۹۸۸ تا ۱۹۹۳ وی مدیر مؤسس اتحادیه میهن پرستانه جاواختی بود. وی در سال ۱۹۹۰ معاون شورای عالی ارمنستان شوروی بود. تر-گولانیان بین سال‌های ۱۹۹۵ تا ۱۹۹۹ نماینده دوره اول مجلس ملی جمهوری ارمنستان بود.
تر-گولانیان از سال ۲۰۰۶ تا ۲۰۰۹ سمت سردبیری مجله «De Facto» برعهده داشت. وی از ۱۹ مارس ۲۰۱۱ عضو هیئت مدیره سازمان رادیو و تلویزیون عمومی جمهوری ارمنستان می‌باشد. در سال ۲۰۱۲ وی مجله ادبی و سیاسی-اجتماعی “Andin” را بنیانگذاری نمود و سردبیری آن را همچنان برعهده دارد.

## جوایز و افتخارات
- «جایزه میکائیل نالباندیان» اتحادیه نویسندگان ارمنستان به خاطر مقاله «Արարատյան երկիր» ‏ (۱۹۸۰)
- دکترای افتخاری دانشگاه ایالتی لوئیزیانا به خاطر حمایت از حقوق بشر و آزادی بیان (۱۹۹۳)
- «مدال طلای فریتیوف نانسن» (۱۹۹۹)
- نشان “Элита мира” توسط صندوق بین‌المللی بشردوستانه (۲۰۱۱)
- مدال موسس خورناتسی (۲۰۱۱)
- «شهروند افتخاری ایروان» و «شهروند افتخاری جاواختی» (۲۰۱۴)
- نشان لنین شده است.

## یادداشت
1. ↑  hy:Հանրային հեռարձակողի խորհուրդ